# 209 Dido
209 Dido (mednarodno ime je tudi 209 Dido) je velik asteroid tipa C v glavnem asteroidnem pasu. 

## Odkritje
Asteroid je odkril nemško-ameriški astronom Christian Heinrich Friedrich Peters (1813 – 1890) 22. oktobra 1879 .  Imenuje se po kraljici Dido iz Kartagine.

## Lastnosti
Asteroid Dido obkroži Sonce v 5,58 letih. Njegova tirnica ima izsrednost 0,064, nagnjena pa je za 7,181° proti ekliptiki. Njegov premer je 159,94  km, okoli svoje osi se zavrti v 5,737 h. 
Asteroid sestavljajo preproste ogljikove spojine. Podobno kot vsi asteroidi tipa C, ima izredno nizek albedo.